# 32260 Schult
32260 Schult este o planetă minoră (asteroid), cu un diametru de 5,649 km, din centura de asteroizi. A fost descoperită pe 29 iulie 2000 la Stația Anderson Mesa de Lowell Observatory Near-Earth-Object Search și a fost numită după Carsten Schult⁠(d). 
Obiectul prezintă o orbită caracterizată de o semiaxă mare de 2,9694558 UAi, o excentricitate de 0,11, o înclinație de 9,91364 ° în raport cu ecliptica.